# Ctenocheilocaris minor
Ctenocheilocaris minor is een kreeftachtigensoort uit de familie van de Derocheilocarididae. De wetenschappelijke naam van de soort is voor het eerst geldig gepubliceerd in 1978 door Renaud-Mornant.